# Acontista chopardi
Acontista chopardi är en bönsyrseart som beskrevs av Giglio-tos 1927. Acontista chopardi ingår i släktet Acontista och familjen Acanthopidae. Inga underarter finns listade i Catalogue of Life.